# Jerzy Bruszkowski
Jerzy Wojciech Bruszkowski (ur. 4 stycznia 1936 w Toruniu, zm. 22 czerwca 2024) – polski lekkoatleta średniodystansowiec, wielokrotny mistrz Polski.

## Kariera sportowa
Był mistrzem Polski w biegu na 800 metrów w 1960, 1962 i 1964 oraz w sztafecie 4 400 metrów w 1960 i  1961, wicemistrzem na 800 metrów w  1959 i w 1961, w biegu przełajowym (dystans 3 km) w 1957 i w 1959 oraz w sztafecie 4 × 400 metrów w 1957 i w 1963, a także brązowym medalistą na 800 metrów w 1963 i w biegu przełajowym (3 km) w 1958. 
W latach 1960–1964 sześciokrotnie startował w meczach reprezentacji Polski w biegach na 800 m i na 1500 m, bez zwycięstw indywidualnych.
Rekordy życiowe:
- bieg na 800 metrów – 1:48,4
- bieg na 1500 metrów – 3;46,4

Był zawodnikiem Pomorzanina Toruń (1953-1956) i Zawiszy Bydgoszcz (1956-1965).
Po zakończeniu kariery sportowej ukończył AWF w Poznaniu. Uzyskał uprawnienia trenera II klasy. Oprócz pracy trenerskiej zajmował się fotografią sportową jako dokumentalista. Był podpułkownikiem Wojska Polskiego. Otrzymał Złoty Krzyż Zasługi.